# Izaak Luteijn
Izaak Luteijn (Sluis, 7 januari 1914 – 3 mei 1985) was een Nederlands politicus van de  VVD.
Hij werd geboren als zoon van Abraham Izaak Luteijn (1880-1964; 'klerk posterijen en telegraphie') en Maria Kotvis (1878-1964). Na de hbs ging hij als volontair werken bij de gemeentesecretarie van Breskens. Eind 1936 werd hij aangesteld als tijdelijk ambtenaar bij de gemeente Schoondijke en het jaar daarna kreeg hij een vaste aanstelling met promotie tot commies waarbij hij daar waarnemend gemeentesecretaris werd. Vanaf augustus 1955 was Luteijn de burgemeester van de Zuid-Hollandse gemeente Berkenwoude welke functie hij zou blijven uitoefenen tot zijn pensionering in februari 1979. In 1985 overleed hij op 71-jarige leeftijd.